# فيبافا
فيبافا (بالإنجليزية: Vipava, Vipava)‏ هي مستوطنة تقع في سلوفينيا في Slovenian Littoral. يقدر عدد سكانها بـ 1,953 نسمة ومساحتها 6.6 كم2 وترتفع عن سطح البحر 108.5 متر.